# Felice Borel
Felice Placido Borel (født 15. april 1914, død 21. januar 1993) var en italiensk fodboldspiller (angriber) og -træner.
Borel blev verdensmester med Italiens landshold ved VM 1934 på hjemmebane, og spillede én af italiernes fem kampe i turnerigen. I alt nåede han at spille tre kampe for landsholdet.
På klubplan repræsenterede Borel adskillige blandt andet Juventus Torino og Napoli.